# ヤマハ・TMAX
TMAX（ティーマックス）とは、ヤマハ発動機株式会社が製造販売するオートバイ（大型自動二輪車）の車種である。一般的な車体種別ではスクーターの一種であるが、同社ではオンロードスポーツタイプの一つとして取り扱っている。

## 概要
マジェスティがヨーロッパなどでも人気を博したのを受けて、高速走行時や長距離走破時で余裕のある、より排気量が大きいスクータータイプのオートバイとして開発が始められた。その際、それまでの一般的スクーターと同様の手法で排気量だけを拡大したようなものではなく、二人乗り時の快適性などスクーター的な使い勝手を残しながらスポーツ走行も余裕を持ってこなせるような車種を目指したのが、他社の大排気量スクーターとの大きな違いとなる。
結果として座席下の大型収納スペースやハンドル下の小物入れなど、スクーターらしい日常での使い勝手に気を配りつつも、車体の前後重量配分をオンロードスポーツタイプで理想とされる50:50に近づけ、旋回時の左右バンク角を他社スクーターより深い50度に設定するなど、それまでのビッグスクーターの概念を打ち破る運動性能を身につけた「オートマチックスポーツコミューター」として誕生した。そのスタイリングとコンセプトが評価され、2001年度グッドデザイン賞にて金賞を受賞している。

## 車両解説
他社を含めたそれまでの一般的スクーターの概念を覆すような機構が多く盛り込まれ、その乗り味はスクーターというよりもオンロードスポーツタイプに近い、剛性感や旋回性の高いものとなっている。
搭載されるエンジンは、専用設計となる排気量499ccの水冷4ストロークDOHC4バルブ並列2気筒で、鍛造ピストンとメッキシリンダーを採用、シリンダーボア66mmにピストンストローク73mmのロングストローク型であり、低重心化と前輪への加重を高める為にシリンダーをほぼ水平に配置、エンジンオイル潤滑方式をドライサンプとする。また、エンジン幅を抑えながら余分な振動を低減する為に、クランクシャフトを挟んでシリンダーと逆向きに装着された水平対向ピストン式のバランサーを採用している。
多くのスクーターではエンジンユニットがリヤサスペンションのスイングアームと一体化したユニットスイング式を採用するが、TMAXではエンジンをダイアモンドフレームにリジッド懸架する。リヤサスペンションは独立したスイングアーム式を採用し、スイングアームの左側には動力伝達用チェーンが内蔵される。これによりユニットスイング機構に比べてバネ下重量を軽減でき、一般的スクーターに比べて高速走行時の操縦安定性が高い。
スクーターの要の一つであるゴムベルト式無段変速機は、専用設計の小型のものがエンジン内に設けられ、スイングアーム内の動力伝達用サイレントチェーンを通して後輪を駆動する。
サスペンションでは、前側に一般的な正立式テレスコピックフォークを採用し、一般的スクーターのようにアンダーステム(下部三叉)だけで支持するのではなく、トップブリッジ(上部三叉)との双方で支持するオンロードスポーツタイプ的手法を採用して前側サスペンションの剛性を高めている。また、後ろ側もオンロードスポーツタイプのようなスイングアーム式モノショックを採用するが、ショックユニットは特殊な伸び作動式でエンジン下部に懸架される。
かつての日本仕様は国内の厳しい騒音規制へ適合させるために、性能抑制が強いられていた。騒音対策の為の違いとしては、排気口径が異なる消音器（サイレンサー）、中間加速騒音を考慮した無段変速機（駆動系）の設定などがある。その他の違いとしては、スクリーンなどの外装や塗色の違い、ABSモデルの有無などがある。特にサイレンサーと駆動系が異なるために、日本仕様は日本国外仕様と比べ最高出力が若干劣っていた。なお吸気方式が燃料噴射装置のSJ04・08J型では、日本仕様車用に駆動系のアクセレーションキットがワイズギア社から発売されており、これを組み込むことによってほぼ遜色の無い性能を引き出せるようになっている。

## モデル一覧

### SJ02J

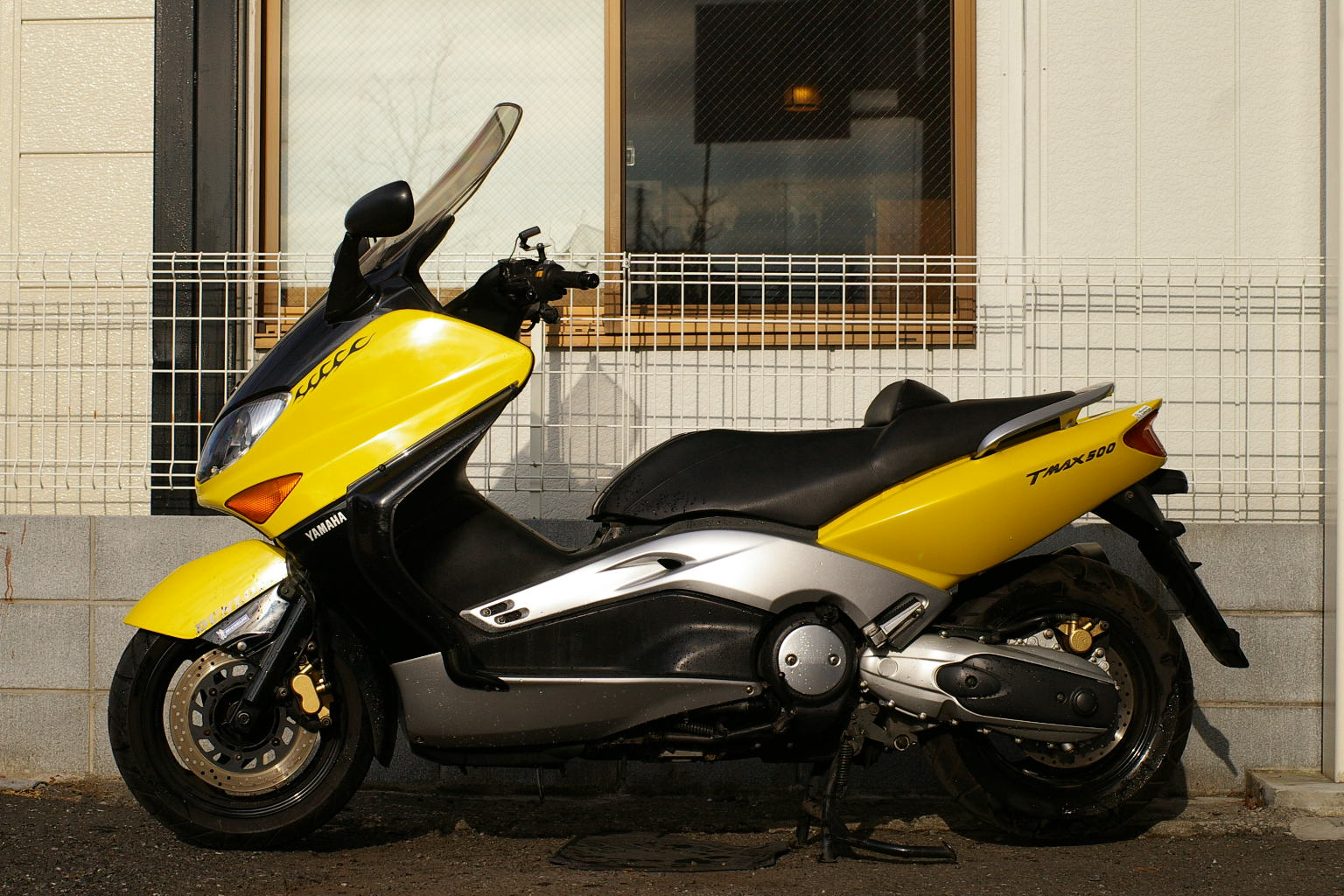
TMAX

初代の正式名称は「XP500 TMAX」で、ヨーロッパなど向けの日本国外仕様は2000年秋頃より2001年式として順次販売され、日本国内仕様は2001年8月1日より発売開始している。TMAXとして最初に登場した車種で2003年まで販売され、2003年には特別版として外装を黒色でまとめたTMAXブラックエディションが販売された。
エンジンは吸気方式にキャブレターを採用し、日本国外仕様で最高出力29.4kW（40馬力）/7000rpmに最大トルク45.8Nm/5500rpm、国内版で最高出力28kW（38馬力）/7000rpmに最大トルク44Nm/5500rpmを発揮する。無段変速機は日本国外仕様と国内版で設定が変えられており、最大出力の違いとあいまって加速感に違いがある。
車体では、鉄鋼製ダイアモンドフレームを採用し、エンジンを強度部材に利用することによって、フレーム単体の重さは同社のマジェスティとほぼ同等という軽量さを得ている。前側サスペンションには38mm径の正立式テレスコピックフォークを採用し、前後ブレーキは共にシングルディスクブレーキで前に片押し2ポット式キャリパー、後ろに片押し1ポット式キャリパーを採用する。前後ホイールは14インチで前輪120/70/-14に後輪150/70-14という寸法のバイアスタイヤを履く。車両乾燥重量は日本国外仕様が197kg、国内仕様が198kgであり、車体の前後重量配分は47:53となっている。
細部ではこの型のみ回転計がなく、速度計、水温計、燃料計、デジタル式時計というメーター構成となっている。

### SJ04J
2代目となる車種で、日本国外仕様が2003年に発表されたのち、日本国内仕様は2004年9月1日から2007年まで販売された。外観は先代とあまり変わらない。翌年9月には主に外装に変更を加えたTMAXスペシャルを発売。
エンジンでは、吸気方式がキャブレターからインジェクションへ変更された。それにあわせてピストンやコンロッドも変更を受け、圧縮比は従来の10.1:1から10.9:1（日本国内仕様は11.0:1）へ高められた。これにより日本国外仕様では最高出力が32.6kW（44.4馬力）/7500rpmに最大トルクが47.6Nm/6250rpmとなったが、日本仕様は28kW（38馬力）/7500rpmと従来と同じまま、ただし最大トルクが若干向上し発生回転数が大幅に下げられて45Nm/4500rpmとなっている。
車体では、前側サスペンションが41mm径正立式テレスコピックフォークとなり、前側ブレーキがダブルディスク化された。また後輪が15インチ化されてタイヤ寸法が160/60R15となり、前後タイヤともラジアルタイヤ化された。車両乾燥重量は日本国外仕様と日本国内仕様ともに205kgと、従来型よりもやや増加した。
細部では、メーターが従来型から一新され、回転計が加わった二眼式となった。また、二眼メーターの間に設けられた液晶画面には燃料計やデジタル式時計、積算走行距離計や区間走行距離計が配置される。またこの型からパーキングブレーキが採用された。

### SJ08J

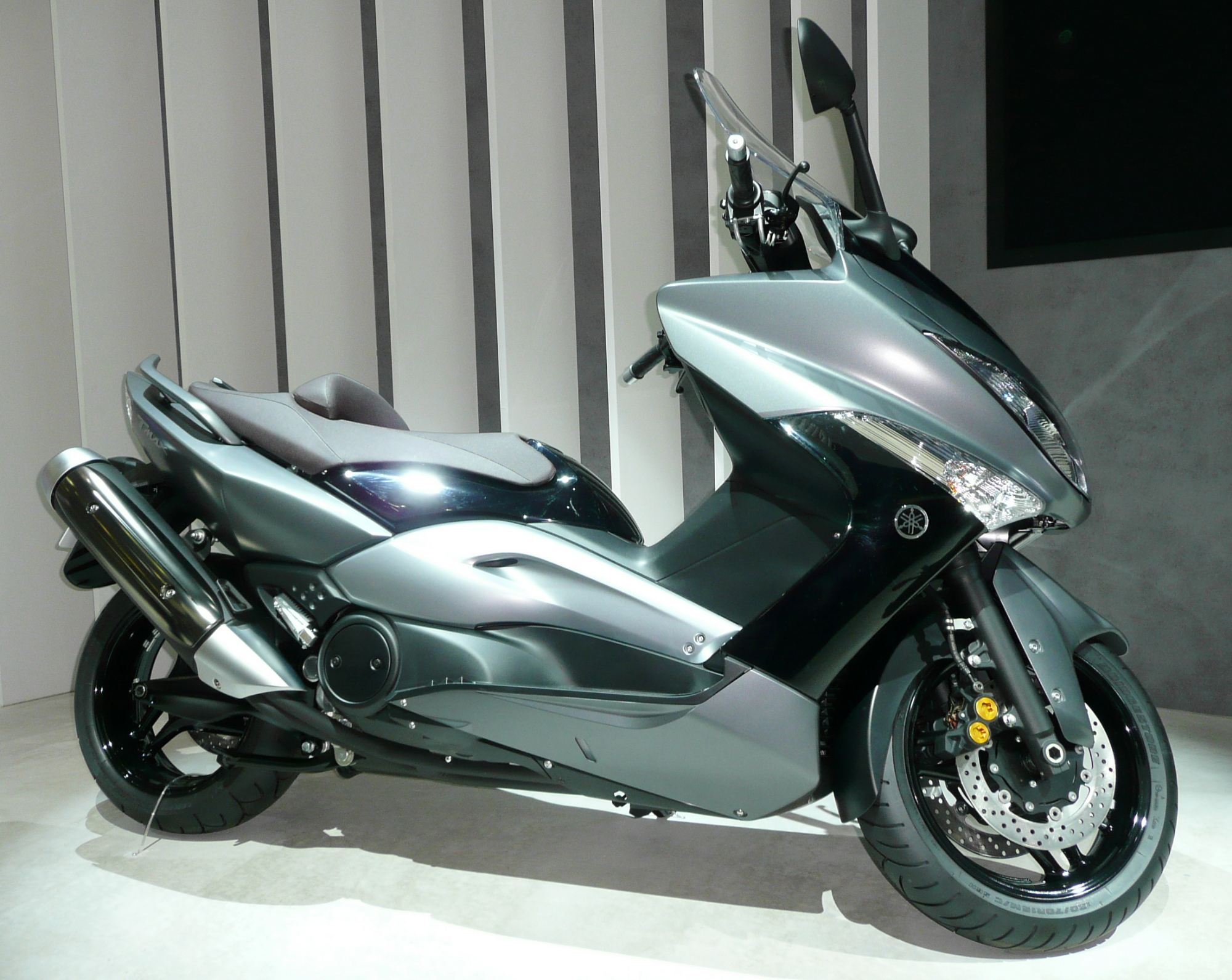
TMAX（2008年モデル）

2007年9月、ヤマハモーターヨーロッパにて2008年度モデルが発表された。外観は従来型の面影を残しながらも一新された。ヨーロッパでは2007年10月以降に発売開始、日本国内への導入は更に遅れて2008年7月30日発売となった。
エンジンは従来型を熟成したもので、排気量やボアストローク比など基本諸元は同一で、最高出力も28kW（38馬力）/7000rpm（日本国外仕様は32.0kW/7500rpm）に最大トルク44Nm（4.5kgf-m）/5500rpm（日本国外仕様は46.4Nm/6500rpm）と従来型とほぼ同等の出力だが、フレーム形状の変更に伴いエアボックス配置がフレームのヘッドパイプ後方となり吸気効率を向上したことや燃料噴射装置の設定変更などで、低中速域での加速性能が向上しているという。なお、燃料タンク容量が15Lへ増加している。
車体では、フレームをダイカストアルミ合金製へ変更したのが大きな特徴となる。そして前輪が15in化されタイヤ寸法が120/70-15となったことで、前後輪とも15インチとなった。前側サスペンションは43mm径の正立式テレスコピックフォークへ変更すると共に、フォークオフセット量（35mmから30mmへ）やキャスター角(28度から25度へ)、フロントフォークピッチ（230mmから210mmへ）やトレール（95mmから92mmへ）、ホイールベース（1575mmから1580mmへ）などを変更することで、前輪の15インチ化にあわせて旋回性と直進安定性を向上させている。また前側ブレーキキャリパーが片押し2ポット式の2連装から鋳造モノブロック対向4ポット式の2連装へ変更され、前側ブレーキレバーも5段階位置調整式に、後ろ側ブレーキはキャリパーが従来型と同一ながらマスターシリンダー径が変更された。こうした変更により車体乾燥重量は203kgとなり、車体の前後重量配分は再び47:53となった。
また細部では、回転計や速度計といった機能はほぼ同じながらメーター外観が一新されたり、座席下大型収納スペースの開閉が後ろヒンジ式へ変更されたりしている。

### SJ12J
2012年モデル「XP500(A) 59C」は2011年11月にミラノショーと東京モーターショーで発表された。フルモデルチェンジにあたり、エンジンはボア・ストローク 68×73mm (2012年モデル比でボアを2mm拡大) となり排気量が530ccへ、吸気バルブは25mmから26mm径へ拡大された。駆動系に関しては後輪アームを全面刷新し、車体デザインも変更された。なおABS仕様も併売され、のちに車体を黒基調にした BLACK MAX 仕様も追加されている。
SJ12J型は発表から日本国外仕様のみ販売され、日本では並行輸入された車両が発売されていたが、2013年1月に騒音関係の法令が改正され、後の欧州規制と同値にあたる平成26年騒音規制の適用が受けられることになったため、2013年6月25日より TMAX530 として日本国内仕様が正式に発売されることになり、ABS仕様も同時発売され、BLACK MAX 仕様は7月25日に発売された。なお車両スペックは欧州仕様とほぼ同一であった。

2015年モデルの後期型「XP500A 2PW」からは、スマートキー、LEDヘッドライトユニット、倒立フォーク、フロントキャリパーのラジアルマウント化などの変更がされ、このモデルからABSが標準で装備された。

### SJ15J
2017年モデルは2016年11月に日本国外仕様が発表され、日本国内仕様は2017年4月7日より発売された。日本国内仕様は通常モデルが TMAX530 SX 、上級モデルが TMAX530 DX となっている。
車体はフレームやリアアームの刷新に加え、リアホイールのサイズダウンおよび前後タイヤの構造変更による軽量化が行われ、大幅に車両重量を軽減させている。エンジンは平成28年環境規制への適合により出力が変更されたが、電子制御スロットルのYCC-TやトラクションコントロールシステムのTCSが搭載された。またD-MODEとして2種類の走行モードが選べる変速機構を搭載している。なおDXはクルーズコントロールも搭載されており、またヒーターや電動スクリーンなどもDXには装備される。